# Rose Sidgwick
Rose Sidgwick (Rugby, 9 januari 1877 – New York, 28 december 1918), was een Brits universitair docent en een van de oprichters van de Internationale Federatie van Universitaire Vrouwen.

## Leven en carrière
Rose werd geboren op 9 januari 1877 als de tweede dochter van Charlotte Sophia Wilson (1853-1924) en haar echtgenoot Arthur Sidgwick (1840-1920, de broer van Henry Sidgwick).
Na de Girls High School haalde ze een graad in de moderne geschiedenis in Oxford en in 1903 haar didactiekdiploma.
Bij het Somerville College werkte ze als docent geschiedenis en later als bibliothecaris.
Ze vervolgde haar carrière bij de Universiteit van Birmingham, waar ze werd aangesteld als assistent-docent geschiedenis.
Daarnaast was ze betrokken bij de opleiding van maatschappelijk werkers en ondersteunde ze de Workers Educational Association.
Tijdens een reis naar de Verenigde Staten in 1918 ontmoette Rose, als lid van de Britse delegatie, verschillende vertegenwoordigers van Amerikaanse universiteiten. Belangrijkste gespreksonderwerp was een mogelijke nauwere samenwerking tussen universiteiten uit het Verenigd Koninkrijk en de Verenigde Staten. Gedurende het bezoek aan New York kwam ook de oprichting van een mondiale organisatie voor hoger opgeleide vrouwen aan de orde. Ze voerde hierover gesprekken met onder anderen Virginia Gildersleeve, de decaan van Barnard College. Kort daarna resulteerde dit in de vorming van de Internationale Federatie van Universitaire Vrouwen.
Ze overleed als gevolg van griep op 28 december 1918 in New York.